# Esteban Torre Serrano
Esteban Torre Serrano (Sevilla, 31 de marzo de 1934), doctor en Medicina y Cirugía y en Filosofía y Letras (Filología Hispánica), es catedrático Emérito de Teoría de la Literatura y Literatura Comparada en la Facultad de Filología de la Universidad de Sevilla. Ha impartido clases de Teoría de la Literatura, Crítica Literaria, Poética, Métrica Comparada y Teoría de la Traducción Poética. Ha sido Director del Programa de Doctorado “Teoría de la Literatura”, Investigador Principal del Grupo de Investigación “Teoría Lingüístico-literaria” y profesor del Curso de Alta Especialización del Instituto de la Lengua Española del C.S.I.C.
Actualmente es director de Rhythmica, Revista Española de Métrica Comparada y de la colección Cuadernos de Teoría de la Literatura.

## Investigación
Entre sus numerosos trabajos de investigación destacan los libros Averroes y la ciencia médica: La doctrina anatomofuncional del “Colliget” (1974), Ideas lingüísticas y literarias del doctor Huarte de San Juan (1977), Sobre lengua y literatura en el pensamiento científico español de la segunda mitad del siglo XVI (1984), Poesía y poética: Poetas andaluces del siglo XX (1987), 35 sonetos ingleses de Fernando Pessoa (1988), Teoría de la traducción literaria (1994), 33 poemas simbolistas (1995), El ritmo del verso (1999), Métrica española comparada (2000), Metapoiesis: Cuestiones de crítica y teoría (2001), Visión de la realidad y relativismo posmoderno (perspectiva teórico-literaria) (2010) y Veinte sonetos de Quevedo con comentarios (2012).
También ha realizado las ediciones prologadas y anotadas de Examen de ingenios para las ciencias de Juan Huarte de San Juan (1976, 1988), la edición del Aula de Literatura de la Facultad de Filología de Sevilla de Florido mayo de Alfonso Grosso y Prosodia castellana y versificación de Eduardo Benot (2003).

## Poesía
Es autor de tres libros de poemas: ¿Por qué? (1954), Y guardaré silencio (1982) y Sobre el Libro de Job y otros poemas (2001).

## Traducción
Obtuvo el Primer Premio en el II Certamen Nacional de Traducción Poética (Cáceres, 1988) por la versión española de Night and Death de José María Blanco-White.
En 2012 logró la Medalla de Oro con Distinción "Eduardo Benot" a la Investigación y Arte de la Traducción